# Múscul cricoaritenoidal lateral
El múscul cricoaritenoidal lateral (musculus cricoarytaenoideus lateralis), és un dels músculs de la laringe. S'estén des del cartílag cricoide lateral al procés muscular del cartílag aritenoide. Mitjançant la rotació medial dels cartílags aritenoides, aquests músculs addueixen les cordes vocals i, per tant, tanquen la fenedura glòtica, la protecció de la via aèria. La seva acció és antagonista a la del múscul cricoaritenoidal posterior. Els músculs cricoaritenoidals laterals reben innervació de la branca laríngia recurrent del nervi vague (NC X).

## Imatge

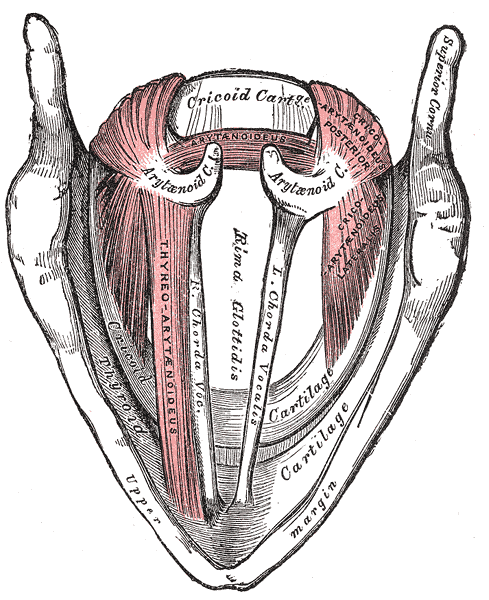
Els músculs de la laringe, vistos des de dalt.